# Achada Leite
Achada Leite es una localidad caboverdiana del municipio de Santa Catarina.

## Geografía
La localidad está situada en la isla de Santiago.

## Organización territorial
La localidad abarca los lugares y barrios de:
- Cutelo
- Lém da Veiga
- Lém Fidalgo
- Lém Monteiro
- Pizarra
- Riba de Achada